# Euphrosine ou le Tyran corrigé
Euphrosine, ou Le tyran corrigé est un opéra créé par le compositeur français Étienne Nicolas Méhul sur un livret de François-Benoît Hoffmann. Avec ce premier opéra, qualifié de comédie mise en musique, Méhul établit sa réputation de compositeur de premier plan. La première est donnée par le théâtre de la Comédie Italienne (renommé Opéra-Comique en 1793), à la première salle Favart à Paris le 4 septembre 1790.

## Représentations
Euphrosine n'est pas le premier opéra écrit par Méhul. L'Académie Royale de Musique avait accepté son œuvre Cora en 1789, mais les répétitions avaient été abandonnées le 8 août de la même année, probablement en raison des difficultés financières de l'Académie. Méhul se tourne alors vers l'Opéra-Comique, offrant au théâtre ce nouvel opéra, Euphrosine, avec un livret de François-Benoît Hoffmann. Celui-ci collaborera avec le compositeur sur de nombreuses autres œuvres dans les années 1790.

La première, le 4 septembre 1790, est un succès, salué par des critiques comme le compositeur André Grétry.

« Il y a longtemps qu'on n'a entendu sur ce théâtre une musique d’un aussi beau caractère ; elle est parfois sublime ; il y a entre autres un duo, au second acte, qui est admirable dans l’ensemble et dans tous les détails. »

— Almanach général de tous les spectacles de Paris et des provinces pour l'année 1791, p. 41.
La version originale est le premier opéra-comique composé de cinq actes, mais Méhul et Hoffman le réduisent à trois actes en 1792-1793 et révisent complètement le troisième acte afin de le débarrasser des éléments comiques en 1795. Après Euphrosine, Méhul préfèrera composer des œuvres sans mélanger les genres,,.

## Rôles

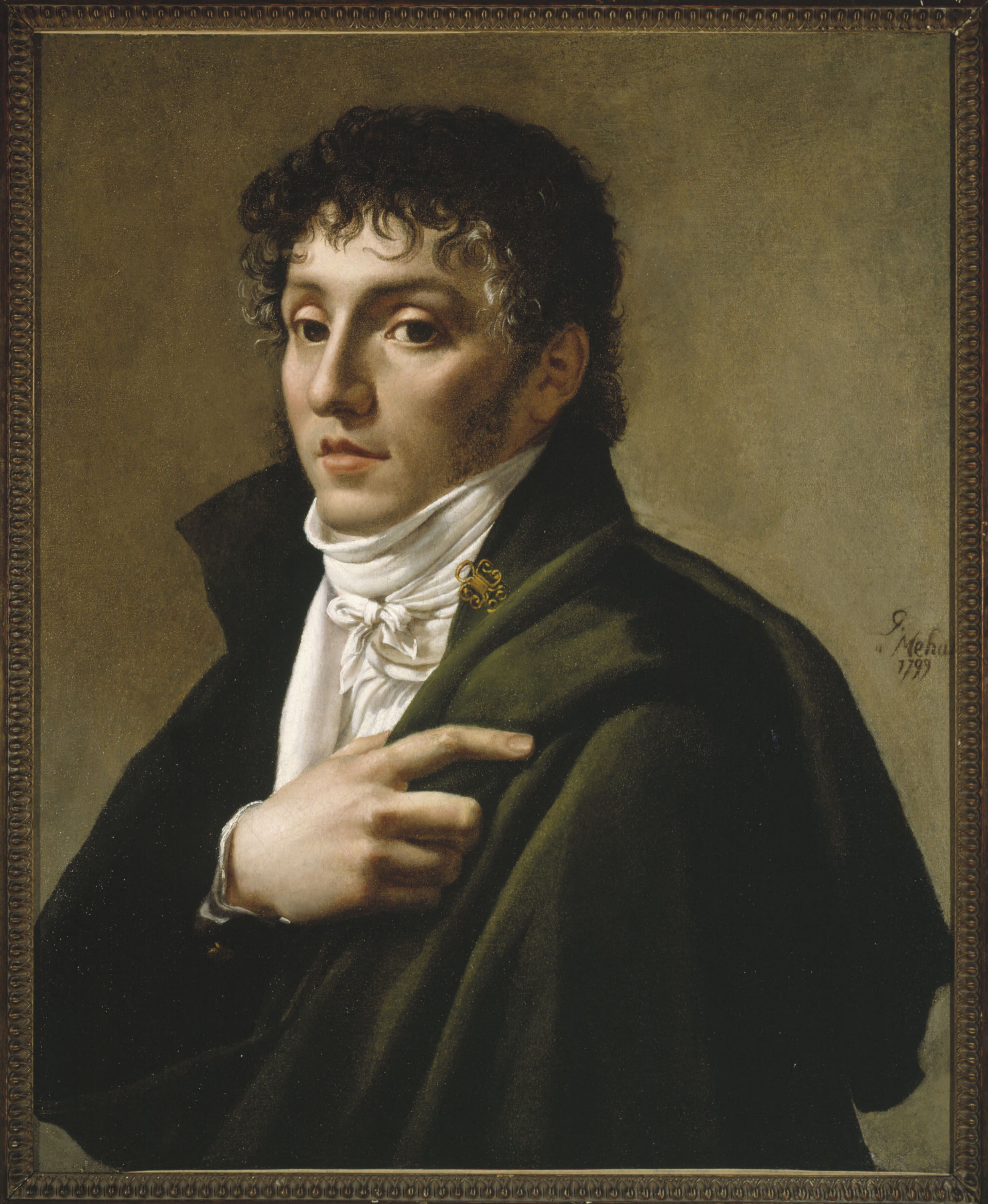
Méhul en 1799 ; portrait par Antoine Gros

| Rôle                                                   | voix         | Première distribution, 4 septembre 1790                |
| ------------------------------------------------------ | ------------ | ------------------------------------------------------ |
| Coradin, un tyran féodal                               | ténor        | Philippe Cauvy, dit « Philippe »                       |
| La comtesse d'Arles                                    | soprano      |                                                        |
| Euphrosine, fille du comte de Sabran                   | soprano      | Jeanne-Charlotte Schroeder (dite "Madame Saint-Aubin") |
| Léonore, fille du comte de Sabran                      | soprano      | Rose Renaud                                            |
| Louise, fille du comte de Sabran                       | soprano      | Sophie Renaud                                          |
| Alibour, le médecin de Coradin                         | baryton      | Jean-Pierre Solié                                      |
| Caron, un geôlier                                      | haute-contre | Antoine Trial                                          |
| Une vieille femme                                      | soprano      |                                                        |
| Un vieillard                                           |              |                                                        |
| Chœur de paysans, bergers, bergères, gardes et soldats |              |                                                        |

## Synopsis
L'opéra se déroule en Provence au temps des croisades. Le tyran Coradin est le tuteur de trois orphelines, dont Euphrosine, qui vivent dans son château. Euphrosine décide de persuader Coradin de l'épouser afin qu'elle puisse corriger son caractère. Mais la comtesse d'Arles est jalouse d'Euphrosine et retourne Coradin contre elle, l'encourageant à lui donner du poison. Le médecin met Euphrosine en garde de ce complot contre sa vie ; celle-ci fait semblant de mourir du poison. Croyant avoir tué Euphrosine, Coradin est soudain pris de remords. Il demande au médecin de lui préparer un peu plus de poison pour qu'il puisse se suicider. À ce moment précis, Euphrosine entre, saine et sauve, et pardonne à Coradin, qui accepte de l'épouser.

## L’œuvre

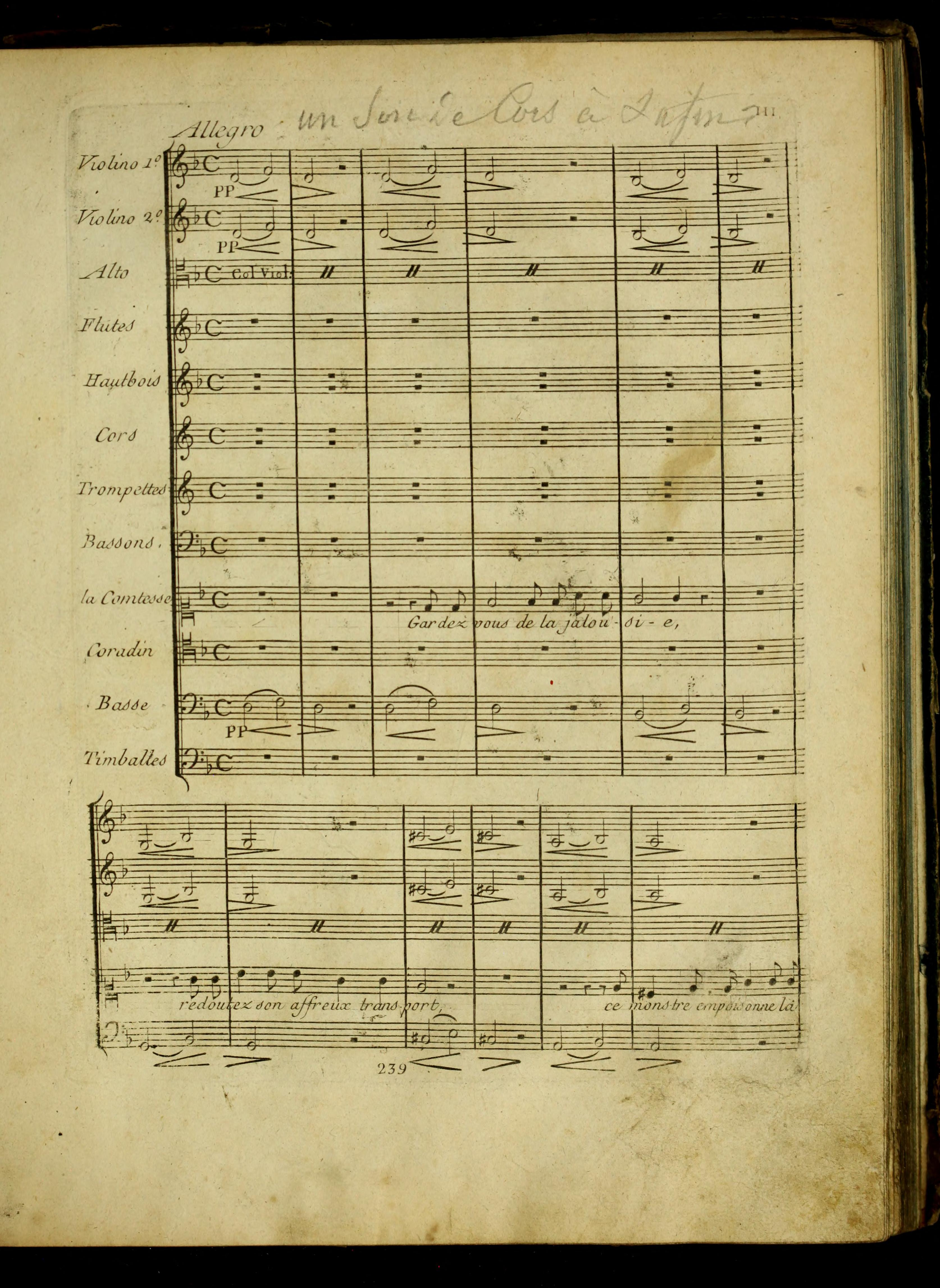
Le début du duo mythique "Gardez-vous de la jalousie"

Winton Dean décrit Euphrosine comme « une œuvre inégale qui révèle les sources du style de Méhul (Grétry, les Napolitains, Haydn, et dans une moindre mesure Gluck) avant l'influence de Cherubini ou de la Révolution. Le livret de François-Benoît Hoffmann est brillant et plein d'esprit. La jeune héroïne entreprend d'apprivoiser le tyran hargneux Coradin à la manière d'Anne Whitefield dans Man and Superman. La majeure partie de la musique est aussi légère que le livret ; mais les sentiments de jalousie et de remords dégagent chez Méhul un remarquable concentré de puissance et d'originalité, comme on le retrouvera dans son œuvre (par exemple les personnages d'Othon dans Ariodant et de Siméon dans Joseph). »
Dean est l'un des nombreux critiques à avoir distingué le duo Gardez-vous de la jalousie de l'acte II. Le morceau, dont l'instrumentation met en scène des cors, fut à la mode dès la création de l’ouvrage.
Hector Berlioz écrit : « ce morceau étonnant est la digne paraphrase du discours d'Iago : « Gardez-vous de la jalousie, ce monstre aux yeux verts, » dans l'Othello de Shakespeare » ; il raconte que lorsque Grétry entend la pièce à la répétition générale, celui-ci s'exclame : 

« Méhul a triplé la puissance de l’orchestre par son harmonie surtout propre à la situation. Le duo d’Euphrosine et Coradin est le plus bel effet qui existe. Ce duo vous agite pendant toute sa durée : l’explosion, qui est à la fin, semble ouvrir le crâne des spectateurs avec la voûte du théâtre ! »

— André Grétry.
David Charlton commente « le duo a établi une nouvelle norme de réalisme psychologique pour l'ère post-Gluckienne ». Quant à Berlioz, qui cite le mot de Grétry dans son Traité d'instrumentation et d'orchestration, il considérait que l'opéra était :

« le chef-d'œuvre de son auteur. Il y a là-dedans à la fois de la grâce, de la finesse, de l'éclat, beaucoup de mouvement dramatique, et des explosions de passion d'une violence et d'une vérité effrayantes. »

— Hector Berlioz, Les Soirées de l'orchestre.
Berlioz n'est pas le seul compositeur romantique à être impressionné par Euphrosine. Edward J. Dent suggère que l'intrigue a une grande influence sur Euryanthe (1823) de Carl Maria von Weber.

## Dédicace
Méhul a dédié la partition à sa mère, dédicace qui commence par ces lignes : « Permettez-moi de placer votre nom à la tête de cet ouvrage. C'est le premier qui soit sorti de mes mains, je vous en dois l'hommage à toutes sortes de titres. »

### Sources
- (en) Cet article est partiellement ou en totalité issu de l’article de Wikipédia en anglais intitulé « Euphrosine » (voir la liste des auteurs).
- Hector Berlioz, Soirées avec l'Orchestre, traduit par Jacques Barzun (University of Chicago Press, 1973 ; réédition 1999)
- Winton Dean, chapitre sur l'opéra français chez Gerald Abraham (éd. ) The New Oxford History of Music Volume 8: The Age of Beethoven 1790-1830 (Oxford University Press, 1988)
- Edward Joseph Dent, The Rise of Romantic Opera (Cambridge University Press, édition 1979)
- Le guide de l'opéra viking, éd. Amanda Holden (Viking, 1993)
- Adélaïde de Place, Étienne Nicolas Méhul (Bleu Nuit Éditeur, 2005)
- Euphrosine (Méhul) : Partition sur International Music Score Library Project